# Елисън Онизука
Елисън Шоджи Онизука (на английски: Ellison Shoji Onizuka, на японски: 鬼塚 承次) е астронавт на НАСА от японско-хавайски произход, загинал на борда на космическата совалка Чалънджър, мисия STS-51L.

## Биография
Роден е на 24 юни 1946 г. в Киалакекуа на Хавайските острови, САЩ.
През декември 1969 г. успешно завършва висшето си образование в Университета на Колорадо и спечелил майстор на авиацията. През 1970 г. започва действителна служба във ВВС на САЩ. Назначен е в Лоистичния център на ВВС в Сакраменто, разположен в Калифорния. Там участва в тестове на самолети F-84, F-100, F-105, F-111, EO-121T, T-33, T-39, T-28 и A-1. През 1975 г. е прехвърлен в Военновъздушната база Едуардс, където отговаря за техническото състояние на самолетите в училището за пилоти на американските ВВС.
Има общ налет на различни самолети от над 1700 часа.

## Работа в НАСА
На 16 януари е избран за астронавт в Група 8 на НАСА, а през 1979 г. получава квалификация „Специалист на мисии“. През 1985 г. извършва първия си комически полет на борда на совалката "Дискавъри", мисия STS-51C. Toва е първият полет на космическите совалки, извършен в интерес на Министерството на отбраната на САЩ. По време на полета е изведен шпионски спътник в орбита. Продължителността на полета е малко над 3 денонощия.
Избран е за втори полет в екипажа на совалката Чалънджър около една година след първия си полет. Назначен е за специалист на полета. На 28 януари 1986 г., 73 секунди след старта, совалката се взривява, при което загиват всичките седем члена на екипажа.
| Космически полети на Елисън Онизука                           | Космически полети на Елисън Онизука | Космически полети на Елисън Онизука | Космически полети на Елисън Онизука | Космически полети на Елисън Онизука | Космически полети на Елисън Онизука | Космически полети на Елисън Онизука |
| №                                                             | Дата                                | КК                                  | Емблема на мисията                  | Функции                             | Продължителност                     |                                     |
| ------------------------------------------------------------- | ----------------------------------- | ----------------------------------- | ----------------------------------- | ----------------------------------- | ----------------------------------- | ----------------------------------- |
| 1                                                             | 24 януари 1985                      | „Дискавъри“, мисия STS-51C          |                                     | Специалист на мисията               | 3 денонощия 1 час 33 минути 23 сек. |                                     |
| 2                                                             | 28 януари 1986                      | „Чалънджър“, мисия STS-51L          |                                     | Специалист на мисията               | 73 секунди                          |                                     |
| Сумарно време в космоса – 3 денонощия 1 час 34 минути 36 сек. |                                     |                                     |                                     |                                     |                                     |                                     |

## Награди
- На 23 юли 2004 г., Елисън Онизука е награден (посмъртно) от Конгреса на САЩ с Космически медал на честта – най-високото гражданско отличие за изключителни заслуги в областта на аерокосмическите изследвания.
- Медал на НАСА за участие в космически полет.
- Медал на НАСА за отлична служба.
- Медал за отлична служба в националната отбрана.
- Медал на ВВС за отлична служба.